# Bergwiesen bei Königshütte
Die Bergwiesen bei Königshütte sind ein FFH-Gebiet in der Stadt Oberharz am Brocken im Landkreis Harz in Sachsen-Anhalt.

## Allgemeines
Das FFH-Gebiet ist circa 258 Hektar groß (beim Bundesamt für Naturschutz ist die Größe mit 251 Hektar angegeben). Es überlagert sich mit dem Landschaftsschutzgebiet „Harz und nördliches Harzvorland“. Abschnittsweise grenzt es an das FFH-Gebiet „Harzer Bachtäler“. Ein Bereich des FFH-Gebietes bei Rothehütte ist als Naturschutzgebiet „Bockberg“ ausgewiesen. Es ist durch die Landesverordnung zur Unterschutzstellung der Natura 2000-Gebiete im Land Sachsen-Anhalt (N2000-LVO LSA) seit dem 21. Dezember 2018 rechtlich gesichert. Zuständige untere Naturschutzbehörde ist der Landkreis Harz.

## Beschreibung
Das aus drei Teilflächen bestehende FFH-Gebiet liegt südlich von Wernigerode im Naturpark Harz/Sachsen-Anhalt. Es umfasst ausgedehnte Bergwiesen zwischen Stadt Elbingerode (Harz) und Königshütte (Harz) mit extensiv genutzten und artenreichen Berg-Mähwiesen sowie kleinflächigen Halbtrockenrasen, Felsfluren und Pionierrasen auf Kalkfelsen. Die Bergwiesen gehen dabei in ihrer Entstehung auf das späte Mittelalter zurück.
Auf den Mähwiesen siedeln je nach Standort unter anderem Wiesengoldhafer, Waldstorchschnabel, Weichhaarige Pippau, Bärwurz, Harzlabkraut, Arnika, Borstgras, Ruchgras, Perückenflockenblume, Bergplatterbse und Blutwurz, an feuchteren Standorten auch Trollblume und Waldläusekraut. Die Wiesen werden vielfach mit Schafen beweidet, was jedoch zur Verdrängung konkurrenzschwacher Arten und den Goldhafer führt. Nur Teilflächen werden gemäht.
Nur kleinflächig sind Borstgrasrasen mit Borstgras, Hundsveilchen, Gewöhnlicher Kreuzblume und Echtem Johanniskraut ausgebildet, die beweidet werden. Am Bockberg sind Felsbänder mit Humusauflage zu finden. Hier siedeln unter anderem Türkenbundlilie, Bunter Eisenhut, Bergfarn und Lanzenschildfarn. Daran schließen sich artenreiche Kalk-Trockenrasen an, unter anderem mit Wundklee, Sichelblättrigem Hasenohr, Golddistel, Hirschwurzhaarstrang, Breitblättrigem Laserkraut, Großer Braunelle, Bergklee und Stattlichem Knabenkraut. Die Trockenrasen verbuschen jedoch langsam. Am Südhang des Bockbergs sind kleinflächig Kalk-Pionierrasen und Kalk-Felsspatenvegetation ausgebildet. Hier siedeln unter anderem Feldsteinquendel, Rispenflockenblume, Platthalmrispengras, Rasensteinbrech und Zerbrechlicher Blasenfarn sowie Mauerraute, Braunstieliger Streifenfarn, Rasensteinbrech, Zerbrechlicher Blasenfarn und verschiedene Moose. Teile der Lebensräume wurden 2010 bei Sicherungsarbeiten für die angrenzende Bundesstraße 27 wie Betonierung und Überspannen mit Stahlnetzen weitgehend zerstört.
Die Bergwiesen beherbergen unter anderem Zauneidechse und Schlingnatter sowie eine reiche Schmetterlingsfauna unter anderem mit Großem Sonnenröschenbläuling, Kleewidderchen und Gelbgrünem Winkelspanner.
Die Bergwiesen grenzen vielfach an Nadelwälder des Harzes, bei Rothehütte und Königshütte (Harz) auch an die Ortslagen. Zwischen Elbinergode (Harz) und Rothehütte quert die auch als Rübelandbahn bezeichnete ehemalige Bahntrasse Blankenburg (Harz)–Tanne das Gebiet. Hier grenzt das FFH-Gebiet auch an einen Kalksteintagebau. Südwestlich von Elbingerode (Harz) und bei Rothhütte grenzt das FFH-Gebiet an die Bundesstraße 27, südlich von Königshütte (Harz) grenzt es an die Landesstraße 98.